# Israel Cárdenas
Israel Cárdenas (nacido en Monterrey, Nuevo León; México en 1980) es un director, productor, guionista y editor mexicano. Ha dirigido películas como Cochochi (2007), Jean Gentil (2010), ambas premiadas en Venecia. También el documental Carmita (2013) y Dólares de Arena (2014), ganadora de una Mención Especial de la sección de Largometraje Mexicano.

## Carrera
Desde 2004 trabaja junto con su esposa y realizadora, Laura Amelia Guzmán (República Dominicana, 1980) junto con ella ha dirigido diversas obras, dos de ellas participaron en el Festival Internacional de Cine de Morelia (FICM): Cochochi (2007) en el 5.º FICM y Dólares de Arena (2014) en el 12.º FICM, este último tuvo su debut en Toronto y obtuvo premios en Ceará, Morelia y La Habana. Ha trabajado junto a cineastas como Matías Meyer, Gabriel Nuncia y Theo Cour. 
Ha recibido varios reconocimientos internacionales, entre ellos el Premio Especial del jurado en el FICValdivia (2008), galardones como el premio FIPRECI para el mejor largometraje en el Festival de América Latina Tolouse (2008) y el Kikito de Oro como mejor película en el Festival de Cine de Gramado (2008) y el Gran Premio del Jurado en el Festival de Cine Internacional de Miami. Jean Gentil (2010) fue su segundo largometraje y recibió por ello una mención especial de la sección Orizzonti. 
Dirige la compañía productora Aurora Dominicana y la casa de posproducción AURORA COLOR junto a su esposa.

## Filmografía
| Título                          | Año  | Rol                                                         | Nota                                            |
| ------------------------------- | ---- | ----------------------------------------------------------- | ----------------------------------------------- |
| La Vulka                        | 2004 | Director Fotográfico                                        | Cortometraje                                    |
| Cochochi                        | 2007 | DirectorFotográfico, Editor, Director, Escritor, Compositor | ---                                             |
| Jean Gentil                     | 2010 | Director Fotográfico, Editor, Productor, Director, Escritor | Guion                                           |
| Ocaso                           | 2010 | Productor                                                   | Documental                                      |
| Pedro de Bella Vista y su sueño | 2010 | Departamento Editorial                                      | Documental Corto                                |
| Los últimos cristeros           | 2011 | Escritor                                                    | ---                                             |
| Oliendo a perro                 | 2011 | -                                                           | Agradecimiento                                  |
| Cumbres                         | 2013 | Director Fotógráfico                                        | ---                                             |
| Carmita                         | 2013 | DirectorFotográfico, Editor, Productor, Director            | Documental                                      |
| Viernes Santo                   | 2014 | DirectorFotográfico, Editor                                 | Cortometraje (Posproducción)                    |
| Dólares de Arena                | 2014 | Director Fotográfico, Director, Escritor                    | ---                                             |
| La extraña                      | 2014 | Efectos Visuales                                            | Efectos Digitales                               |
| Blanco                          | 2014 | Editor                                                      | Documental                                      |
| Las Letras                      | 2015 | Editor                                                      | Documental                                      |
| Algún lugar                     | 2015 | Editor                                                      | ---                                             |
| Yo                              | 2015 | Productor                                                   | ---                                             |
| Mañana Psicotrópica             | 2015 | Productor, Efectos Visuales                                 | ---                                             |
| Nana                            | 2015 | Efectos Visuales                                            | Documental - Efectos Digitales                  |
| Somos Lengua                    | 2016 | Director Fotográfico                                        | Documental                                      |
| El sitio de los sitios          | 2016 | Productor                                                   | Documental - Productor Asociado (Posproducción) |
| La fiera y la fiesta            | 2019 | Codirector                                                  | Largometraje                                    |

## Premios
| Festival                                                  | Premio                                       | Año  | Categoría                                           | Trabajo                 |
| --------------------------------------------------------- | -------------------------------------------- | ---- | --------------------------------------------------- | ----------------------- |
| Toronto International Film Festival                       | Discovery Award                              | 2007 | ---                                                 | Cochochi (2007)         |
| Gijón International Film Festival                         | FIPRESCI Prize                               | 2007 | ---                                                 | Cochochi (2007)         |
| Toulose Latin American Film Festival                      | FIPRESCI Prize/Grand Prinx                   | 2008 | Primer Largometraje                                 | Cochochi (2007)         |
| Miami Film Festival                                       | Grand Jury Prize                             | 2008 | Dramatic Features Ibero-American Cinema Competition | Cochochi (2007)         |
| Jeonju Film Festival                                      | Woosuk Award                                 | 2008 | Competencia Internacional                           | Jean Gentil (2010)      |
| Gramado Film Festival                                     | Golden Kikito                                | 2008 | Mejor Película-Excelencia técnica de lenguaje       | Cochochi (2007)         |
| Buenos Aires International Festival of Independent Cinema | SIGNIS Awars                                 | 2008 | Mención Especial                                    | Cochochi (2007)         |
| Miami Film Festival                                       | Jordan Alexander Ressler Screenwriting Award | 2011 | ---                                                 | Jean Gentil (2007)      |
| Lima Latin American Film Festival                         | Special Jury Prize                           | 2011 | Mejor Película                                      | Jean Gentil (2010)      |
| Las Palmas Film Festival                                  | Golden Lady Harimaguada                      | 2011 | ---                                                 | Jean Gentil (2010)      |
| Jeonju FilmFestival                                       | Woosuk Award                                 | 2011 | Competencia Internacional                           | Jean Gentil (2010)      |
| Gramado Film Festival                                     | Kikito Critics Prize                         | 2011 | Competencia de Cine Latino                          | Jean Gentil (2010)      |
| Cairo International Film Festival                         | FIPRESCI Prize                               | 2011 | Competencia Internacional de Largometrajes          | Dólares de arena (2014) |
| BuenosAires International Festival of Independent Cinema  | Human Rights Award                           | 2011 | Mención Especial                                    | Jean Gentil (2010)      |